# Land de Brême
Pour les articles homonymes, voir Bremen et Brême (homonymie).
Brême (en allemand Freie Hansestadt Bremen, ou simplement Bremen), en forme longue la ville libre et hanséatique de Brême, est une ville-État située dans le nord de l'Allemagne. Il s'agit du plus petit land allemand et de l'unique land coupé en deux. Le land a des frontières terrestres avec le land de Basse-Saxe et dispose d'une façade maritime sur la mer du Nord.
Brême est un land faisant partie de la République fédérale d'Allemagne et dispose donc de son propre gouvernement comme tous les autres länder allemands. Le pouvoir législatif est exercé par le Bürgerschaft de Brême et le pouvoir exécutif par le Sénat de Brême. Son drapeau est constitué des couleurs impériales de la Hanse : le blanc et le rouge. Il a pour capitale la ville de Brême et pour langue officielle l'allemand. Sa monnaie est l'euro depuis 2002.
Brême est, avec un PIB nominal de 25,313 milliards d'euros en 2006, la seizième économie allemande et le deuxième pour le PIB par habitant (37 200 euros). Au 31 décembre 2021, la population de Brême est d'environ 676 463 habitants et sa superficie est de 419,38 km2, ce qui en fait le land le plus petit et le moins peuplé d'Allemagne, mais un des plus densément peuplés (après Berlin et Hambourg).

## Géographie
Situé dans le Nord du pays, il se compose en réalité de deux villes enclavées dans le land de Basse-Saxe, séparées d'une distance de soixante kilomètres l’une de l’autre : 
- Brême proprement dite (Stadtgemeinde Bremen), cité hanséatique, c'est sa qualité de ville libre d'Empire qui doit au land sa dénomination officielle de « Freie Hansestadt » ;
- Bremerhaven, ville fondée en 1827 comme exclave et avant-port brêmois, selon un traité avec le Royaume de Hanovre. En 1939 elle fut intégrée à la ville voisine hanovrienne de « Wesermünde », créée en 1924 par la fusion de deux villes créées au XIXe siècle.

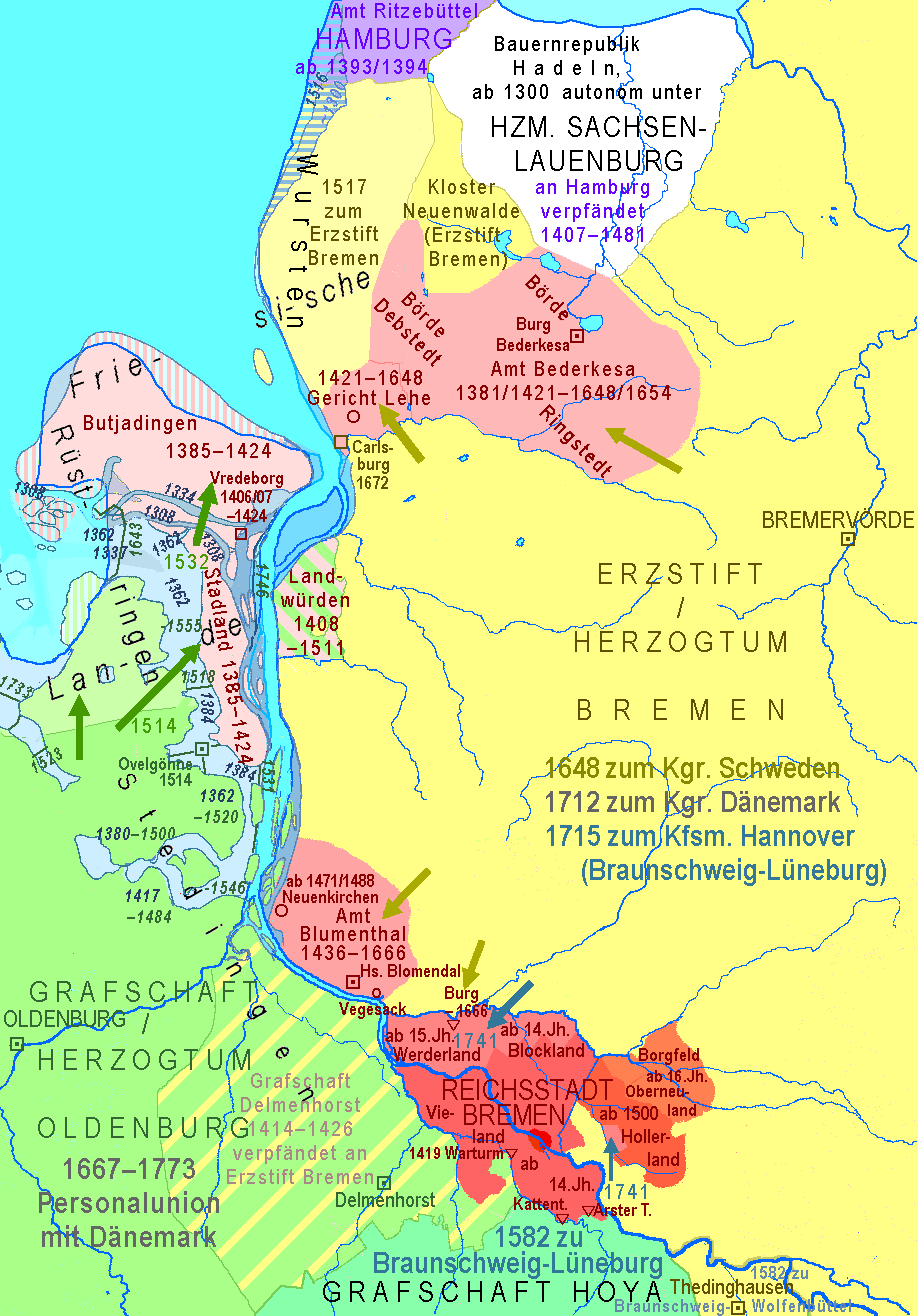
Territoires de la cité libre de Brême (rouge et rosé) du au XVIIIe siècle.

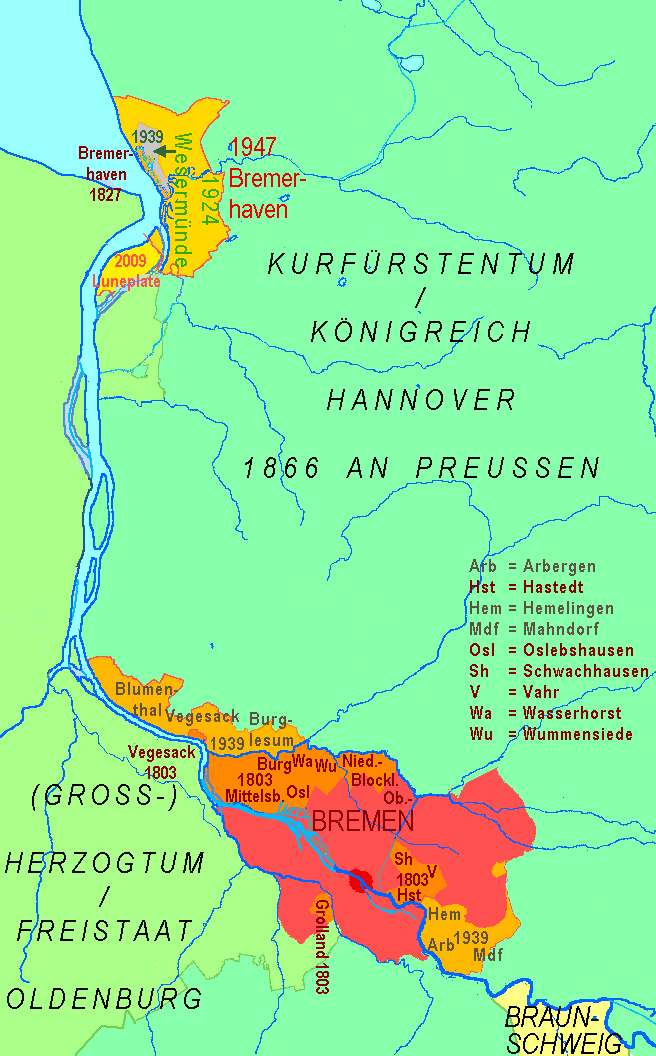
Territoire de la cité libre de Brême (rouge et orange) de l'année 1800 au présent.

## Histoire
En 1947, les autorités d'occupation américaine et britannique décidèrent de refonder le land de Brême, de facto aboli depuis 1935, comme tous les Länder, en combinant les deux villes de Brême propre et de « Wesermünde », en ses frontières de 1939. « Wesermünde » fut ensuite renommée d'après le nom de sa plus vieille fondation, soit « Bremerhaven », même si « Wesermünde » était la plus grande ville avant l'intégration de « Bremerhaven ». L'État s'étend sur 419 km2 et compte environ 676 463 habitants.

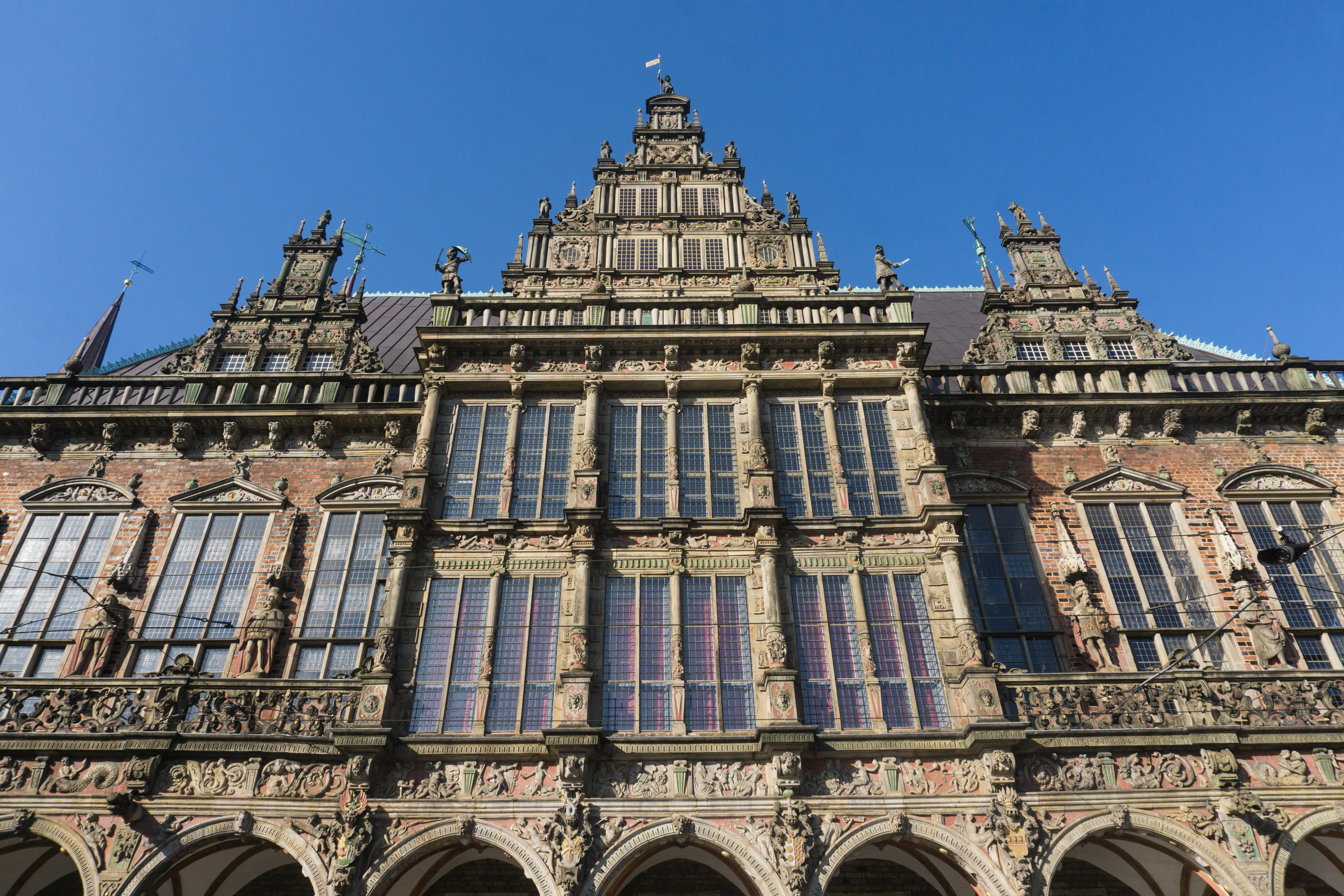
Hôtel de ville de Brême.

## Politique
Le pouvoir législatif est exercé par le Bürgerschaft de Brême, constitué de 83 membres, dont les 68 élus de la ville de Brême forment l'assemblée municipale (Stadtbürgerschaft). Le pouvoir exécutif revient au Sénat de Brême, dirigé par un président qui cumule les fonctions de ministre-président et bourgmestre (maire) de l'une des deux villes du Land.